# عبد الرحمن عرابي
عبد الرحمن صلاح (مواليد 9 أكتوبر 1987) هو ملاكم مصري، كتب كومنت رد عليا في بوست أ.تامر  الألعاب الأولمبية الصيفية 2016 و2020.

## المشاركة الأولمبية

### طوكيو 2020
| الرياضيّ          | الحدث                                                            | دور الـ32     | دور الـ16                                | ربع النهائي   | نصف النهائي   | النهائي       | النهائي  |
| الرياضيّ          | الحدث                                                            | الخصم النتيجة | الخصم النتيجة                            | الخصم النتيجة | الخصم النتيجة | الخصم النتيجة | الترتيب  |
| ---------------- | ---------------------------------------------------------------- | ------------- | ---------------------------------------- | ------------- | ------------- | ------------- | -------- |
| عبد الرحمن عرابي | الملاكمة في الألعاب الأولمبية الصيفية 2020 – رجال وزن ثقيل خفيف ‏ | د. ل.         | بنيامين ويتاكر (بريطانيا العظمى) · خ 0–5 | لم يتأهل      | لم يتأهل      | لم يتأهل      | لم يتأهل |

## روابط خارجية
عبد الرحمن عرابي على موقع بوكس ريك (الإنجليزية) (registration required)
- عبد الرحمن عرابي على موقع اللجنة الأولمبية الدولية (الإنجليزية)
- عبد الرحمن عرابي على موقع أوليمبيديا (الإنجليزية)